# Gaston I van Foix-Béarn
Gaston I van Foix-Béarn ook bekend als Gaston VIII van Béarn (circa 1287 - Saint-Ouen-l'Aumône, 13 december 1315) was van 1302 tot aan zijn dood graaf van Foix, burggraaf van Béarn en co-vorst van Andorra. Hij behoorde tot het huis Foix.

## Levensloop
Gaston I was de zoon van graaf Rogier Bernard III van Foix en diens echtgenote Margaretha, dochter en erfgename van burggraaf Gaston VII van Béarn. In 1302 volgde hij zijn vader op als graaf van Foix en burggraaf van Béarn. Wegens zijn minderjarigheid stond hij tijdens de eerste jaren van zijn bewind onder het regentschap van zijn moeder.
Hij vocht in 1302 waarschijnlijk mee in de Guldensporenslag en in 1304 vocht hij namens de Franse koning opnieuw mee tegen het graafschap Vlaanderen in de Slag bij Pevelenberg. Toen de steden in het graafschap Foix in opstand kwamen tegen de koninklijke belastingontvangers, die de belastingen hadden verhoogd om de dure oorlog tegen Vlaanderen te financieren, steunde Gaston I deze steden. Hierdoor werd het graafschap Foix enige tijd geconfisqueerd door de seneschalk van Carcassonne. 
In 1308 startte hij een oorlog tegen het graafschap Armagnac. Hij ging hiermee in tegen de orders van de koning, die interne Franse oorlogen had verboden. Hierdoor werd hij gevangengezet in Parijs en na het betalen van 36.000 pond werd Gaston terug vrijgelaten. Tijdens zijn bewind had hij ook gewapende conflicten met zijn oom, koning Jacobus II van Majorca en zelfs met zijn eigen moeder, die het graafschap Foix tijdens de vele afwezigheden van Gaston bestuurde. 
Na de dood van zijn tante Constance van Montcada erfde hij in 1310 het burggraafschap Marsan. Toen zijn oom, graaf Ermengol X van Urgell, zonder mannelijke nakomelingen kwam te overlijden, claimde Gaston eveneens dit graafschap. Hij kon zijn claims echter niet doorzetten tegen koning Alfons IV van Aragón, die het graafschap Urgell annexeerde binnen het koninkrijk Aragón.
Nadat hij in 1315 terugkeerde van opnieuw een oorlog tegen Vlaanderen, werd Gaston ziek en stierf hij in de Abdij van Maubuisson in Saint-Ouen-l'Aumône nabij de stad Pontoise. Hij werd bijgezet in de Abdij van Boulbonne.

## Huwelijk en nakomelingen
In 1301 huwde Gaston met Johanna (1289-1350), dochter van Filips van Artesië. Ze kregen volgende kinderen:
- Gaston II (1308-1343), graaf van Foix en burggraaf van Béarn
- Rogier Bernard IV (1310-1350), burggraaf van Castelbon
- Robert (overleden in 1348), bisschop van Lavaur
- Margaretha
- Blanche, huwde in 1328 met Jan van Grailly, burggraaf van Castillon en Captal de Buch
- Johanna (overleden in 1358), huwde met infant Peter van Aragón, graaf van Ribagorza